# Cattedrale di Samtavisi
La cattedrale di Samtavisi (in georgiano სამთავისის ტაძარი?) è una cattedrale ortodossa della municipalità di K'asp'i, in Georgia. Si trova nei pressi del villaggio di Igoeti. Nel 2007 è stata inserita tra i siti georgiani candidati all'ingresso nella lista dei patrimoni dell'umanità dell'UNESCO.

## Storia e descrizione
La cattedrale sorge sulla riva sinistra del fiume Lekhura, ad 11 chilometri da K'asp'i e 45 circa dalla capitale Tbilisi. Secondo una tradizione georgiana il primo monastero in questo sito fu fondato dal missionario assiro Isidoro nel 572 e poi fu ricostruito nel X secolo. Tuttavia nessuna di queste antiche architetture è sopravvissuta. Le prime strutture tuttora esistenti risalgono all'XI secolo.
La cattedrale fu costruita nel 1030, come rivelato da un'iscrizione su pietra andata perduta. La costruzione fu voluta dal vescovo locale e la sua progettazione fu affidata all'abile architetto Hilarion Samtavneli. Gravemente danneggiata da una serie di terremoti, la cattedrale fu parzialmente ricostruita nel XV e nel XIX secolo. La facciata orientale magistralmente decorata è l'unica ad aver conservato la fisionomia originaria.
La cattedrale è caratterizzata da una particolare struttura cruciforme che costituì un esempio per altre architetture religiose della Georgia medievale. In contrasto con le chiese georgiane di epoca precedente, il tamburo della cupola è più alto e sormontato da un tetto conico. Oltre alla cattedrale, il complesso di Samtavisi comprende la residenza vescovile a due piani gravemente danneggiata, una piccola chiesa e un campanile. Tutte queste strutture risalgono al XVII-XVIII secolo.